# Postsparkasse (Budapest)

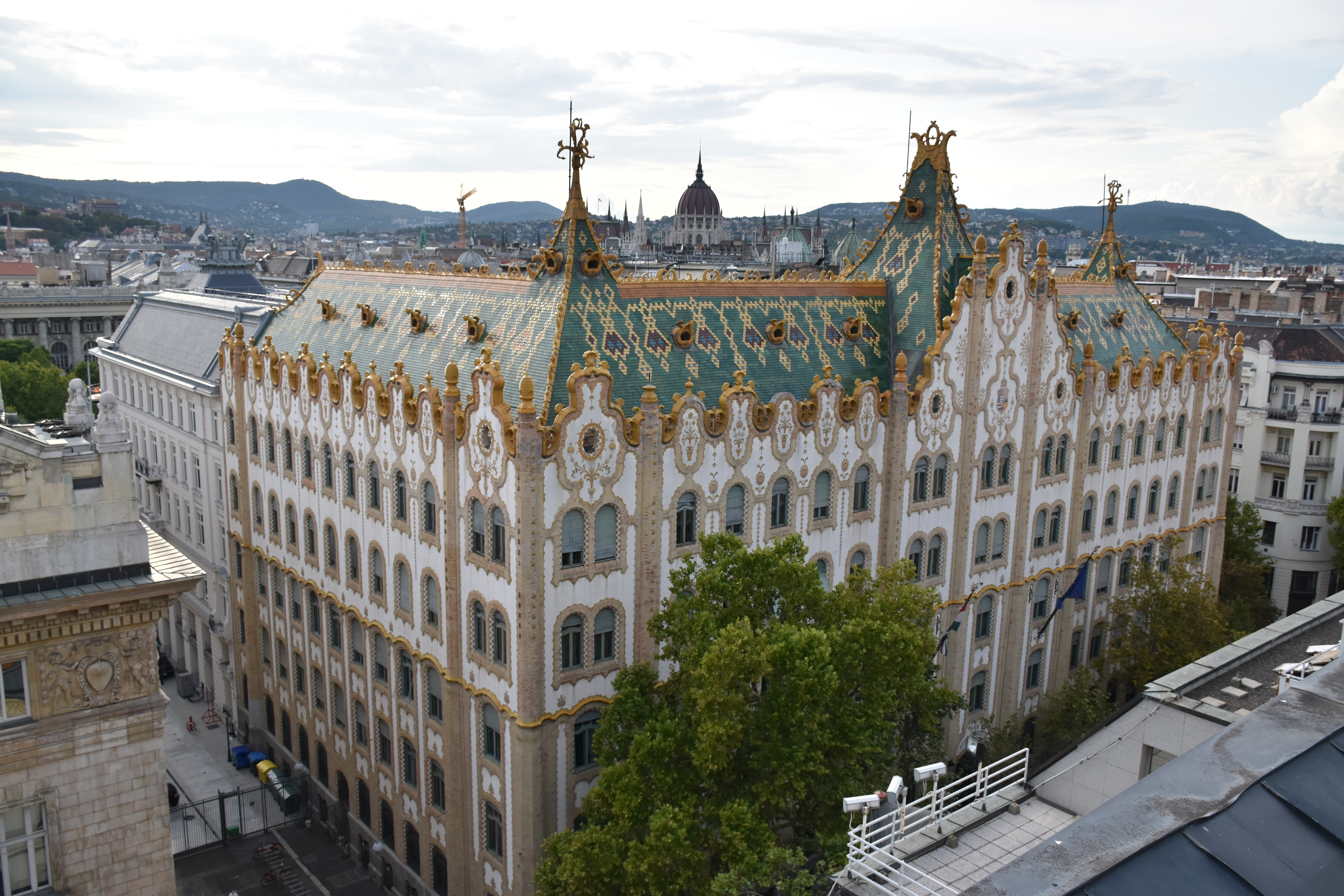
Ehemalige Königliche Postsparkasse in Budapest

Die ehemalige Königliche Postsparkasse (ungarisch Postatakarékpénztár) ist ein Gebäude in der Hold utca 4 im V. Budapester Bezirk. Das Haus wurde von 1899 bis 1902 nach Plänen des Architekten Ödön Lechner erbaut. Lechners Stil entsprechend finden sich Jugendstil und Ornamente der ungarischen Volkskunst. Das Gebäude ist im Besitz der Magyar Nemzeti Bank. Heute befindet sich dort das staatliche ungarische Schatzamt (Magyar Államkincstár).